# Amazzoni

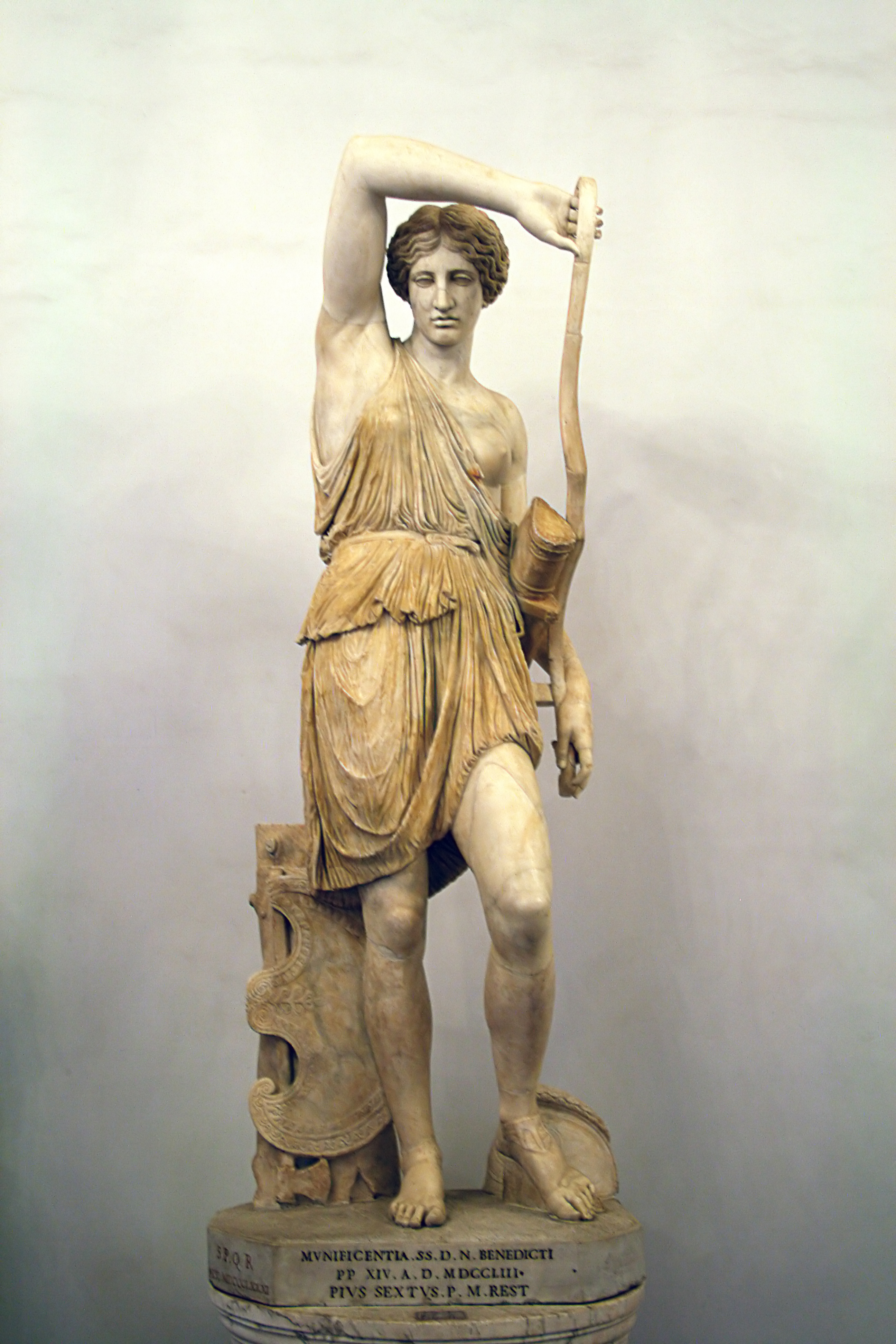
Amazzone ferita, copia romana da originale greco (Musei Capitolini, Roma)

che succinta, e ristretta in fregio d'oro

l'adusta mamma, ardente e furïosa

tra mille e mille, ancor che donna e vergine,

di qual sia cavalier non teme intoppo.»
(Publio Virgilio Marone, descrizione di Pentesilea, Eneide, libro I, 810-814 [orig. lat.: 491-493], traduzione di Annibale Caro)
Le Amazzoni (in greco antico: Ἀμαζόνες?, Amazónes) sono un popolo di donne guerriere della mitologia greca.

## Etimologia
Il nome in greco αμαζών?, amazṑn è di dubbia etimologia. La maggior parte degli autori classici considerano la α iniziale un'alfa privativa che rende nullo il successivo nome μαζός, versione ionica di μαστός, che vuol dire "seno": il risultato sarebbe quindi "senza seno". L'etimologia è riferibile al costume tradizionale attestato dalle fonti mitografiche secondo cui le Amazzoni si mutilavano la mammella destra allo scopo di tendere meglio l'arco. Da tutti gli autori viene messa in evidenza la relazione fra la mutilazione/occultamento degli attributi femminili e il miglioramento delle abilità guerresche reputate qualità chiaramente maschili.

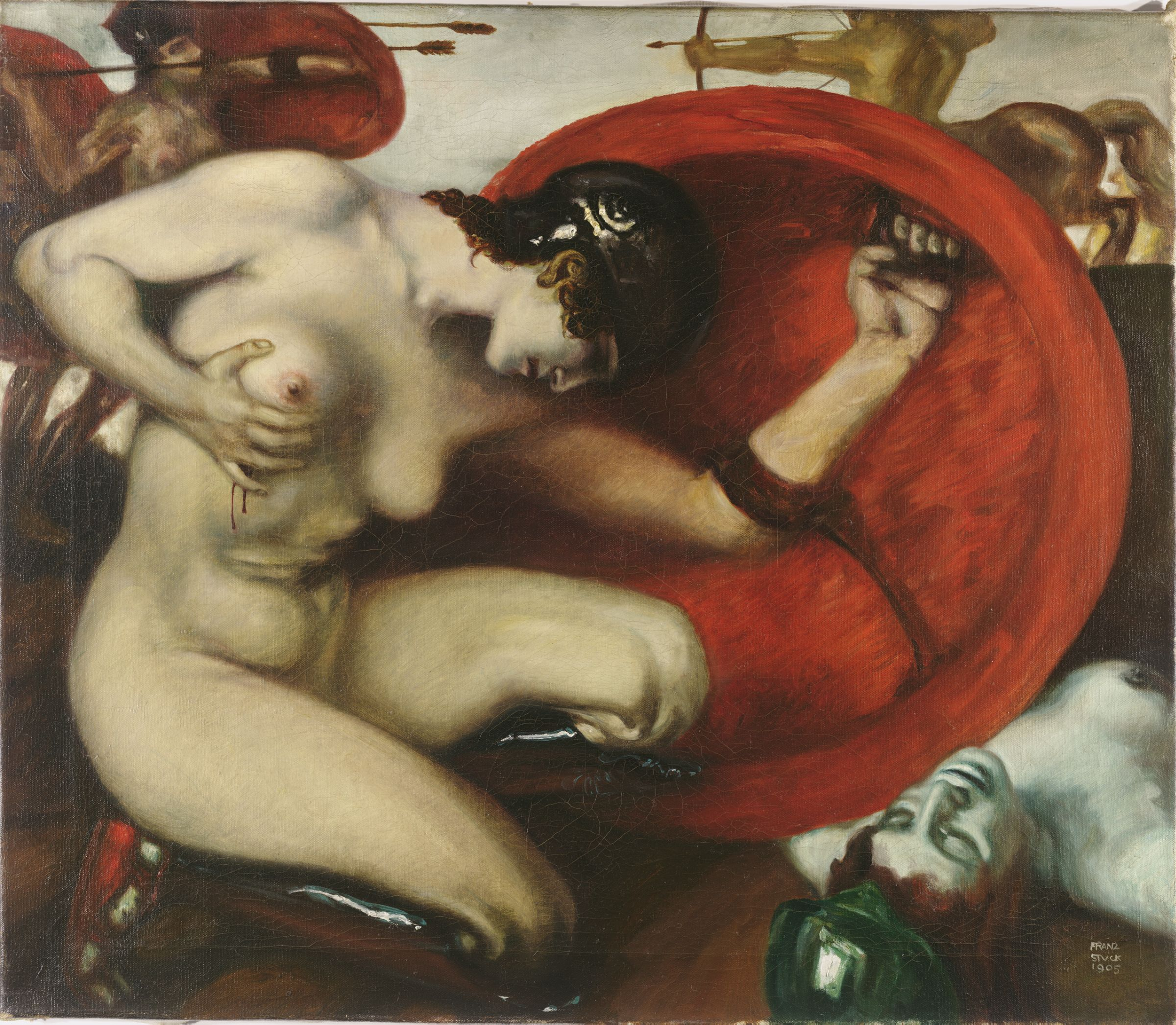
Amazzone ferita, 1903, opera su tela dell'artista tedesco Franz von Stuck

Lo pseudo-Ippocrate riferisce che alle donne dei Sarmati, tradizionalmente identificate o collegate con le Amazzoni, viene bruciata la ghiandola mammaria destra tramite l'applicazione di un disco di rame arroventato. La pratica viene compiuta nella prima infanzia per impedire lo sviluppo del seno e assicurare maggior forza al braccio che tenderà l'arco. Un riferimento ad un costume analogo delle Amazzoni viene attestato da Diodoro Siculo. Lo storico greco accenna alla mutilazione senza fornire dettagli, ma precisando che il suo scopo è quello di rendere più forti le donne guerriere.
Eustazio di Salonicco, ecclesiastico ed erudito bizantino del XII secolo, nel suo commentario all'Iliade cita la pratica della bruciatura del seno nei termini e negli scopi precisati da Ippocrate («ut arcus facilius intendant»), ma riferendola alle Amazzoni del poema omerico. Un riferimento analogo compare anche nell'Eneide di Virgilio il quale descrivendo Pentesilea, una delle loro regine, annota come il seno della donna sia compresso strettamente da una fascia d'oro («aurea subnectens exsertae cingula mammae»). Altre fonti invece considerano la Ἀ iniziale come un rafforzativo, e quindi la traduzione sarebbe "grande seno". Questo sarebbe confermato dal fatto che quasi tutte le rappresentazioni di questo popolo mostrano splendide donne con entrambi i seni fiorenti. Altre fonti ancora lo fanno derivare dal caucasico masa, "luna", e quindi si potrebbe tradurre con "sacerdotesse della luna". Un'altra interpretazione fa risalire l'etimologia del nome all'iraniano "ha-mazan", che significa "donna guerriero", discostandosi quindi totalmente dal termine greco e dalla pratica dell'amputazione o della bruciatura del seno. La tesi è avvalorata dalla constatazione che non siano mai state ritrovate antiche sculture o pitture di amazzoni prive di una mammella.

## Nella letteratura e mitologia greca

### Collocazione

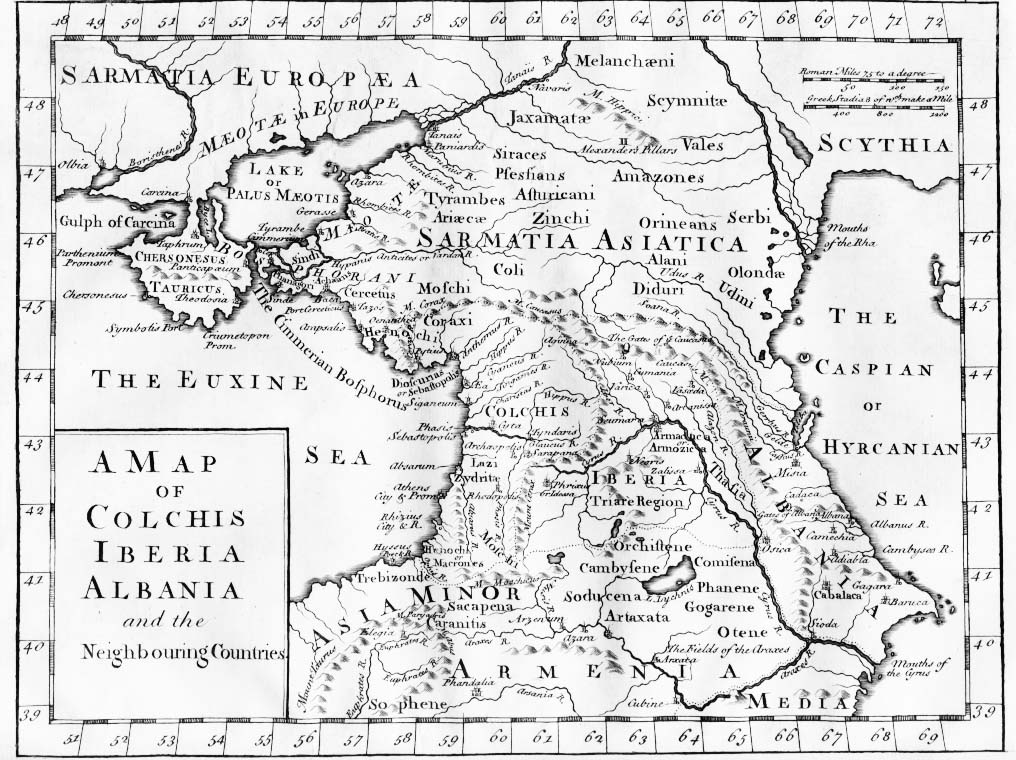
Mappa inglese del 1770 che ricostruisce la geografia del Caucaso secondo le fonti letterarie greco-romane. Le Amazzoni sono state poste nella parte più settentrionale della Sarmazia asiatica. La carta mostra anche l'ubicazione dell'Albania caucasica, della Scizia e della Palude Meote: tutti luoghi variamente citati dagli autori classici come patria delle Amazzoni.

Sulla base delle fonti classiche, le Amazzoni vivono nella Scizia, presso la palude Meotide o in un'area imprecisata delle montagne del Caucaso da cui sarebbero migrate, successivamente, sulla costa centro-settentrionale dell'Anatolia (o viceversa da questa in Scizia).
Eschilo, nella sua tragedia Prometeo incatenato, sposa l'origine caucasica e accenna alla migrazione quando fa profetizzare, da Prometeo, la sorte di Io. Alla fanciulla - che è stata trasformata in giovenca e che sta disperatamente fuggendo dal castigo di Era - viene rivelato il fatto che la aspetta un lungo viaggio, alla fine del quale raggiungerà il Bosforo, dove sarà liberata, non prima, però, di aver visitato vari luoghi dell'Asia occidentale tra cui i monti del Caucaso e la palude Meotide dove vivono le Amazzoni.
Le donne guerriere, secondo il titano, migreranno successivamente nell'Anatolia fondando la città di Temiscira presso il fiume Termodonte nella regione del Ponto.
Erodoto le colloca, invece, in Scizia presso il fiume Tanai cercando di coniugare, così come già accennava Esiodo, i vari racconti mitologici degli scontri fra gli eroi greci e le Amazzoni di Temiscira con i resoconti etnografici dell'epoca sui Sarmati, una popolazione nomade di etnia iranica, le cui donne combattevano con gli uomini a cavallo, vestivano come loro e non si sposavano prima di aver ucciso un nemico in battaglia.
Erodoto, contrariamente a Eschilo, fornisce un elaborato racconto della migrazione delle Amazzoni, sconfitte dai Greci, dall'originale sede di Temiscira fino alla palude Meotide ove si sarebbero unite ad un gruppo di giovani uomini Sciti migrando, successivamente, assieme a costoro in una zona imprecisata lungo il corso del fiume Tanai. In quel luogo, i loro figli avrebbero dato origine ad un unico popolo: i Sauromati (Sarmati).
La fusione fra le due popolazioni, avrebbe originato, tra i Sarmati, una ginecocrazia ovvero una società matriarcale secondo alcuni autori classici fra cui Plinio il Vecchio.
Strabone, qualche secolo dopo, nella sua Geografia, colloca ancora il popolo delle Amazzoni in quell'oriente favoloso per l'uomo greco che comprende Scizia, Persia e India, parimenti abitato da popoli reali e fantastici, specificando, però, che le sue fonti sono in disaccordo indicando due regioni distinte.
Secondo Teofane di Mitilene che avrebbe compiuto, come riferisce Strabone, una spedizione in quei luoghi, le Amazzoni vivrebbero ai confini settentrionali dell'Albania caucasica in quanto separate dal fiume Mermadalis dalle terre degli Sciti e di altre popolazioni nomadi del Caucaso.
Secondo altre due fonti di Strabone, gli storici Ipsicrate e Metrodoro di Scepsi, le Amazzoni abiterebbero una valle fra i Monti Cerauni, nell'Armenia, e confinerebbero con i Gargareni, un popolo costituito esclusivamente da uomini con cui le Amazzoni si accoppierebbero per assicurarsi la sopravvivenza.

### Usi e costumi
Le donne guerriere venivano tradizionalmente governate da due regine, una della pace (politica interna) e una della guerra (politica "estera"). Tra le regine più conosciute si ricordano Talestri, Mirina, Ippolita, Antiope, Melanippe e Pentesilea.
In Geografia XI.5.4-5, Strabone descrive il costume delle Amazzoni di compiere, ogni primavera, una visita nel territorio del popolo vicino dei Gargareni, i quali si offrono ritualmente per accoppiarsi con le donne guerriere affinché possano generare dei figli. L'incontro avviene in segreto, nell'oscurità, perché nessuno dei due amanti possa conoscere l'identità dell'altro. Secondo Plutarco la stagione degli accoppiamenti dura due mesi, ogni anno. Poi le Amazzoni fanno ritorno nei loro territori.
La sorte della prole muta a seconda del sesso del nascituro. I maschi, secondo Strabone, vengono rimandati nel luogo d'origine e ogni gargareno adulto adotta un bambino senza sapere se sia o meno suo figlio; le femmine, invece, rimangono con le madri e vengono allevate ed educate secondo i loro costumi e istruite, in particolare, alle tecniche di caccia e di guerra.
In base alle raffigurazioni antiche le Amazzoni combattono di solito a cavallo e più raramente a piedi, usando sia le armi ordinarie dei greci, come l'arco sia alcune armi "barbariche" come l'ascia bipenne e la pelta, lo scudo lunato. Tipiche vesti delle amazzoni nelle raffigurazioni di epoca arcaica sono il berretto frigio e la tunica scita con camicia e pantaloni vivacemente decorati; in epoca classica invece sono raffigurate con indosso un corto chitone greco, con una spalla scoperta, come nella statua dell'Amazzone ferita.
Prima di ogni battaglia suonano il sistro, uno strumento che, producendo un suono limpido e cristallino, non può avere lo scopo di intimorire il nemico, ma solo quello di ingraziarsi gli dèi.

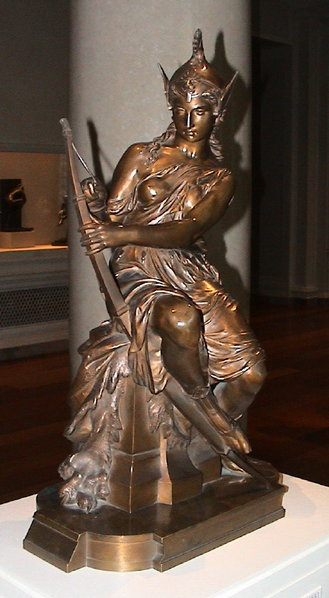
Amazzone pronta per la battaglia: potrebbe forse raffigurare Venere armata. La statua è conservata alla National Gallery.

Il combattimento a cavallo è la loro specialità (ancora oggi "amazzone" è sinonimo di "cavallerizza"). Selezionano i loro animali e mantengono con loro un rapporto di affiatamento totale che le rende delle perfette centaure; cavalcano stalloni, nel periodo in cui i Greci si accontentano di pony. Sono famosi i loro giochi Targarèi, dei quali narra Eumolpo: cinquanta imbarcazioni, chiamate titalnès, si affrontano sul Termodonte: scagliate una verso l'altra a velocità folle, vincono quelle i cui campioni - detti targaira, amazzoni in piedi sulle barche che impugnano delle aste - riescono a sostenere l'impatto senza cadere in acqua. Si procede così a eliminazione finché non c'è un'unica vincitrice, che viene proclamata la prediletta di Afrodite (anche questo è insolito: normalmente le Amazzoni veneravano la Dea Madre, che può essere identificata con Cerere, ed Artemide).

### Persone ed eventi
Le Amazzoni  erano considerate nemiche dei Greci in quanto, in una società patriarcale come quella greca, era inconcepibile l'esistenza di donne sovrane e guerriere. Di conseguenza erano viste come una specie di "mondo alla rovescia" , un popolo barbaro (la parola greca "barbaros" significa "straniero"), che si contrapponeva all'ordine e alla civilizzazione ellenica. Le Amazzoni venivano raffigurate nei fregi dei templi in feroce battaglia contro i Greci, con l'implicito messaggio che andavano sconfitte e sottomesse come i Centauri e i mostri mitici.
Le Amazzoni sono citate frequentemente nella letteratura classica greca. Oltre alle descrizioni etnografiche di autori come Erodoto, Strabone, Diodoro Siculo che cercano di coniugare mito e storiografia, ma senza operare una netta distinzione l'uno dall'altra, vi sono naturalmente quelle più nettamente poetiche e mitologiche. Uno dei riferimenti epici più antichi è sicuramente quello nell'Iliade in cui sono menzionate due volte.
In Iliade III.188-190, Priamo ricorda di aver combattuto le Amazzoni come alleato di Otreo e Migdone, due sovrani della Frigia (Turchia nord-occidentale). Le Amazzoni, ricorda Priamo, erano «ὰντιάνεραι» (eguali agli uomini, forti come gli uomini), ma non erano numerose come gli Achei.
Priamo cita anche il luogo della battaglia che appare concorde con i riferimenti mitografici alle Amazzoni del Ponto: le rive del fiume Sangario (Σαγγάριος in greco, Sangarius in latino) che è il nome antico del fiume Sakarya nella regione storica della Frigia.
In Iliade VI.186, la lotta contro le Amazzoni è una delle imprese compiute da Bellerofonte che fa da perfetto contraltare, essendo le Amazzoni le più forti fra le donne, ad un'altra impresa dell'eroe, menzionata nel verso precedente: lo scontro con i Solimi contro i quali Bellerofonte avrebbe combattuto "la più dura battaglia con uomini".
Nell'Etiopide, un poema epico di Arctino di Mileto risalente al VII secolo a.C. e molto noto nell'età classica, ma di cui ci è pervenuto solo un breve frammento originale e un riassunto del V secolo a.C., veniva narrata la partecipazione delle Amazzoni, guidate dalla loro regina Pentesilea, alla guerra di Troia come alleate, questa volta, di Priamo. Il fulcro del poema era lo scontro fra Achille e Pentesilea che si concludeva con la morte di quest'ultima per mano dell'eroe greco e la restituzione del suo corpo ai Troiani da parte di un Achille commosso e pieno di ammirazione verso l'amazzone tanto da venir accusato di tradimento da un suo compagno d'arme.
I sentimenti di Achille nell'Etiopide, così prossimi all'amore verso la fiera nemica, e la tragicità intrinseca della vicenda, erano ideali per essere trasformati, durante il Romanticismo, in un intenso dramma psicologico d'amore e morte. E così, proprio, lo svilupperà il drammaturgo tedesco Heinrich von Kleist nella sua tragedia Penthesilea (1808) in cui, una regina delle Amazzoni resa folle dal contrasto insanabile fra l'amore e l'orgoglio sbrana, assieme ai suoi cani, il corpo di Achille.

## Lista di Amazzoni

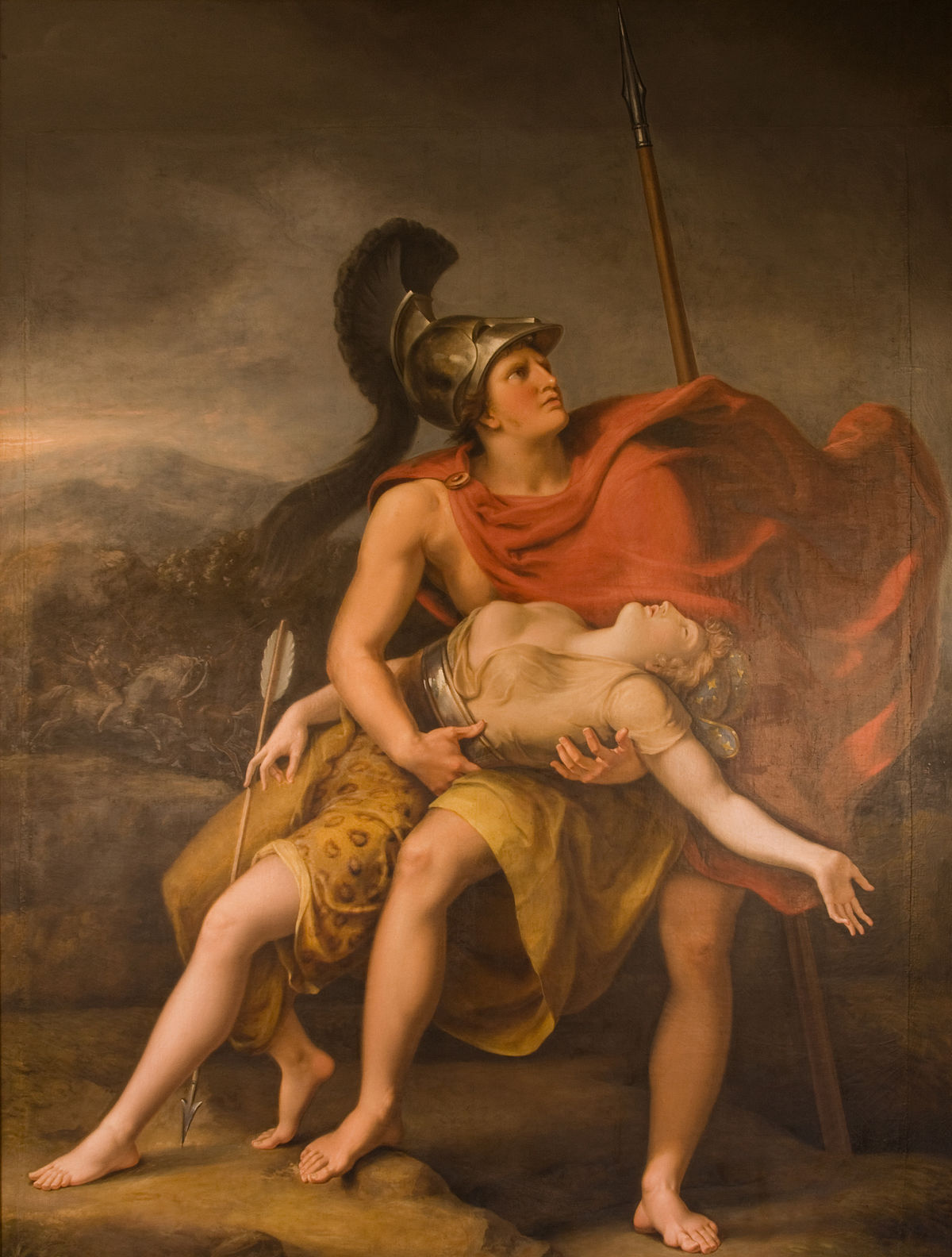
Achille con il corpo dell'amazzone Pentesilea, dipinto di Johann Heinrich Wilhelm Tischbein

- Aella, la prima delle Amazzoni che affrontò l'eroe Eracle, quando egli preparò una spedizione per ottenere la cintura della regina Ippolita. Venne uccisa dall'eroe.[25]
- Agave, una delle Amazzoni, nominata da Igino.[26]
- Alcibia, una delle dodici Amazzoni che accompagnarono la regina Pentesilea a Troia. Venne uccisa da Diomede.[27]
- Alcippe, una delle Amazzoni che affrontarono l'eroe Eracle, allorché egli preparò una spedizione per ottenere la cintura della regina Ippolita. Venne uccisa dall'eroe.[25]
- Antandra, una delle dodici Amazzoni che accompagnarono la regina Pentesilea a Troia. Venne uccisa da Achille.[28]
- Antibrote, una delle dodici Amazzoni che accompagnarono la regina Pentesilea a Troia. Venne uccisa da Achille.[29]
- Antioche, una delle Amazzoni, nominata da Igino.[26]
- Antiope, regina delle Amazzoni, fu amata dall'eroe Teseo, il quale la rapì e la condusse con sé ad Atene. Ebbe da lui un figlio, Ippolito. Venne uccisa da Molpadia, un'Amazzone, o da Teseo stesso.[30][31][32][33]
- Asteria, una delle Amazzoni che affrontarono l'eroe Eracle, allorché egli preparò una spedizione per ottenere la cintura della regina Ippolita. Venne uccisa dall'eroe.[25]
- Bremusa, una delle dodici Amazzoni che accompagnarono la regina Pentesilea a Troia. Venne uccisa da Idomeneo.[34]
- Camilla: guerriera nel racconto dell'Eneide, muore a causa di Arrunte.
- Celeno, una delle Amazzoni che affrontarono l'eroe Eracle, allorché egli preparò una spedizione per ottenere la cintura della regina Ippolita. Era una vergine cacciatrice, compagna di Artemide. Venne uccisa dall'eroe.[25]
- Clonia, una delle dodici Amazzoni che accompagnarono la regina Pentesilea a Troia. Venne uccisa da Podarce, figlio di Ificlo.[35]
- Climene, una delle Amazzoni, nominata da Igino.[26]
- Cleta, nutrice di Pentesilea, fu una delle dodici Amazzoni che accompagnarono la regina a Troia. Dopo la sua morte, abbandonò il resto delle sue compagne e partì alla volta dell'Italia Meridionale. Qui fondò una città e diede origine ad un forte regno. Venne uccisa durante una battaglia.[36]
- Deianira, una delle Amazzoni che affrontarono l'eroe Eracle, allorché egli preparò una spedizione per ottenere la cintura della regina Ippolita. Venne uccisa dall'eroe.[25]
- Derimacheia, una delle dodici Amazzoni che accompagnarono la regina Pentesilea a Troia. Venne uccisa da Diomede.[37]
- Derinoe, una delle dodici Amazzoni che accompagnarono la regina Pentesilea a Troia. Venne uccisa da Aiace Oileo.[38]
- Diossippe, una delle Amazzoni, nominata da Igino.[26]
- Ippolita, regina delle Amazzoni.[39]
- Lampado, regina delle Amazzoni.[39]
- Liliana, l'ultima della stirpe amazzone.[26]
- Lisippa, regina delle Amazzoni, fondatrice della città di Temiscira e madre di Tanai. Morì in battaglia.[39]
- Marpesia, regina della Amazzoni, morì in battaglia.[39]
- Melanippe
- Mirina (mitologia) regina delle Amazzoni che dichiarò guerra agli Atlanti
- Molpadia, assassina di Antiope, fu uccisa da Teseo.
- Orzia madre di Pentesilea[40]
- Otrera, una delle regine delle Amazzoni, nominata da Apollonio Rodio.[33]
- Pentesilea, regina delle amazzoni nella guerra di Troia, in cui condusse le sue guerriere al fianco dei troiani; combatté con grande valore ma trovò la morte ad opera di Achille (secondo una versione del mito, grazie all'intervento divino di Teti).
- Talestri, una delle regine amazzoni che incontrò Alessandro Magno.[26]
- Tecmessa, uccisa da Eracle durante la ricerca della cintura di Ippolita[41].

## Amazzoni nell'arte
Le prime raffigurazioni di amazzoni appaiono sui vasi greci a figure nere; le raffigurazioni proseguono anche sui successivi vasi a figure rosse.
Il combattimento tra greci e amazzoni o amazzonomachia che, a seconda del mito scelto, aveva il culmine nello scontro mortale tra la regina Pentesilea e Achille o nel rapimento della regina Ippolita da parte di Teseo, era un tema molto popolare in epoca classica, raffigurato anche sui frontoni dei templi o sui bassorilievi. Persino il Partenone era ornato in un lato con delle metope che raffiguravano l'Amazzonomachia. Un'altra raffigurazione popolare rientrava nel ciclo delle fatiche di Ercole: una di queste era impossessarsi della cintura della regina Ippolita.
Il Tempio di Artemide ad Efeso, una delle sette meraviglie del mondo antico, secondo il mito, sarebbe stato fondato dalle Amazzoni. Per adornarlo con una statua di amazzone si svolse una gara artistica tra i cinque più famosi scultori dell'epoca, tra cui Fidia e Policleto, che proposero ognuno una diversa versione di Amazzone ferita, di cui ci restano numerose copie romane.
Il famoso Sarcofago delle Amazzoni è la tomba di una nobildonna etrusca di epoca classica che riporta sui quattro lati scene dipinte di amazzonomachia.
A Roma nei resti del palazzo di Domiziano sul Palatino è stata rinvenuta e recentemente restaurata la cd. "Fontana delle pelte", una fontana quadrata, decorata con quattro "pelte", nome degli scudi lunati delle amazzoni. La fontana probabilmente era ornata da statue di amazzoni agli angoli.
A Edessa, in Turchia, odierna Urfa, negli scavi di una villa romana di epoca tarda è stato trovato un mosaico che raffigura tre regine amazzoni, Pentesilea, Melanippe e Antiope, a caccia di belve feroci.
In epoca medievale le amazzoni erano raffigurate vestite come cavalieri medievali con armature complete e ricche sopravvesti, come dimostrano le miniature dei codici e gli affreschi dei 9 eroi e delle 9 eroine, conservate nel salone del Castello della Manta. Il pittore fiorentino Sandro Botticelli raffigurò in un quadro la regina delle Amazzoni, attorniata da guerriere, che si reca dal re Teseo.

## Amazzoni nella cultura di massa
Una principessa Amazzone è Diana, personaggio dell'universo immaginario DC, interpretata dall'attrice Gal Gadot, a cui sono stati dedicati due film: Wonder Woman e il suo sequel Wonder Woman 1984.
Le amazzoni sono presenti in numerosi film americani e italiani del filone "peplum".